# Aljmaš
Aljmaš – wieś w Chorwacji, w żupanii osijecko-barańskiej, w gminie Erdut. W 2011 roku liczyła 605 mieszkańców.

## Geografia
Miejscowość leży na prawym brzegu Dunaju (funkcjonuje w niej port rzeczny), 2,5 km w dół rzeki od ujścia Drawy. W Aljmašu znajduje się sanktuarium maryjne z 1704 roku, będące jednym z najczęściej odwiedzanych miejsc pielgrzymkowych w Chorwacji.

## Historia
W średniowieczu Aljmaš stanowił ośrodek handlu. Pierwsza historyczna wzmianka o miejscowości pojawia się w źródłach węgierskich z 1338 roku. W latach 1526–1687 miało miejsce panowanie osmańskie, które skutkowało przesiedleniem miejscowej ludności. W trakcie wojny w Chorwacji w latach 90. XX wieku miejscowa ludność została wygnana przez siły serbskie. Reintegracja tego obszaru z niepodległą Chorwacją nastąpiła w 1998 roku.